# Герб Русе
Герб муніципалітету Русе є символом місцевого самоврядування та місцевої адміністрації. Він має форму щита з пам'ятником Свободи і хвиль Русе, що символізує зв'язок з річкою Дунай. На верху щита зображена фортечна стіна, що символізує давнину міста.
Герб є центральним елементом прапора та печаткою муніципалітету Русе. Герб є обов'язковим елементом офіційного бланка муніципалітету Русе.
Герб повинен бути розміщений у кабінетах мера муніципалітету, голови муніципальної ради, секретаря муніципалітету, заступників мера, міських голів та у пленарному залі, де проводяться засідання муніципальної ради.
Герб може бути розповсюджений у вигляді різноманітних сувенірів, що друкуються на папері, їх можна збільшити або зменшити відповідно до співвідношення між різними елементами в ній після отримання письмового дозволу мера муніципалітету Русе та відповідно до вимог муніципальної адміністрації.